# Eryngium pinnatisectum
Eryngium pinnatisectum är en flockblommig växtart som beskrevs av Jeps.. Eryngium pinnatisectum ingår i släktet martornar, och familjen flockblommiga växter. Inga underarter finns listade i Catalogue of Life.